# Большая Кольцевая дорога
Большая Кольцевая дорога - автомобильная трасса в городе Киев, в Святошинском ,Подольском ,Оболонском районе . Пролегает от Гостомельского шоссе и Городской улицы до Оболонского проспекта.
Присоединяются безымянные проезды на Газопроводную улицу и Специализированный диспансер радиационной защиты населения, Лесозащитная улица, Пуща-Водицкая улица (путепровод над трамвайными путями), Литовский проспект, улица Семьи Кульженко и улица Богатырская.

## История
Строительство дороги было начато в 1999 году на месте бывшей просеки линии электропередач через Пуща-Водицкий лес. Участок дороги от Гостомельского шоссе до Минского шоссе был сдан в эксплуатацию в мае 2003 года. На улице сооружены три надземных пешеходных мостика-перехода (напротив лесных просек к проспекту Свободы на Виноградаре, трамвайной остановке «Каланча» в Пуща-Водицком лесу, а также у перекрестка с Лесозащитной улицей). Участок от Минского шоссе до улицы Семьи Кульженко открыт в ноябре 2019 года, а участок от улицы Семьи Кульженко до улицы Богатырской в декабре 2021 года.
5 декабря 2023 открыли новую часть Большой Кольцевой дороги от улицы Богатырской до Оболонского проспекта. Столичные власти обязались совершить подъездную дорогу к тоннелю под рекой Днепр, который будет соединять левый и правый берега и будет выходить на Троещину. Тоннель – это проект Государственного агентства восстановления и развития инфраструктуры. И агентство должно его построить. В столичных властях обещают уменьшение пробок на улице Богатырской, потому что часть транспорта пойдет уже по новому участку. Общая протяженность построенных трех новых участков составляет три километра. Открывшей сегодня – более километра.